# Pusta Polana
Pusta Polana – torfowisko i bór bagienny w obrębie miejscowości Jabłonka w województwie małopolskim, w powiecie nowotarskim, w gminie Jabłonka, blisko granicy ze Słowacją. Pod względem geograficznym znajduje się w Kotlinie Orawsko-Nowotarskiej, pomiędzy Borowym Potokiem i źródliskami potoku Borcok. Teren opada tutaj nieznacznie w kierunku północnym i jest silnie podmokły.  Pusta Polana znajduje się w lesie na wysokości około 655–670 m n.p.m.. Planuje się utworzenie na tym terenie specjalnych obszarów ochrony pod nazwą „Torfowiska Orawsko-Nowotarskie”. Mają one objąć obszar 8255,62 ha. Na Pustej Polanie występują jedne z najlepiej wykształconych i zachowanych płatów siedlisk torfowiskowych i borów bagiennych.